# Маликов, Николай Иванович
Николай Иванович Маликов (30 июня [13 июля] 1915, Мологский уезд, Ярославская губерния — 19 июля 1966, Горелово, Ленинградская область) — полный кавалер ордена Славы, участник Великой Отечественной войны. Воздушный стрелок-радист самолета Пе-2 124-го гвардейского бомбардировочного Ленинградского Краснознамённого орденов Суворова и Кутузова авиационного полка (4-я гвардейская бомбардировочная авиационная дивизия, 1-я воздушная армия, 3-й Белорусский фронт), гвардии старшина — на момент представления к награждению орденом Славы 1-й степени.

## Биография
Родился 30 июня (13 июля) 1915 года в деревне Филимоново (ныне — Брейтовского района Ярославской области) в семье крестьянина. Русский. В 7 лет остался без матери, забота о воспитании младших братьев легла на плечи подростка. Позднее жил в Ленинграде у тети, работал в слесарной мастерской, на заводах «Электроаппарат» и Балтийском судостроительном.
В 1935 году был призван в Красную Армию и направлен в авиацию. Окончил школу младших авиационных специалистов, служил мотористом. В 1937 году, по окончании действительной службы, остался на сверхсрочную. Стал воздушным стрелком на самолете СБ, затем освоил специальность радиста. Служил в 10-м бомбардировочном авиационном полку.
В войне с Финляндией 1939—1940 годов Маликов участвовал с первого до последнего дня. Совершил 57 боевых вылетов, был награждён медалью «За боевые заслуги».
На фронтах Великой Отечественной войны с июня 1941 года. Всю войну прошел в составе 10-го (с 4 сентября 1943 года — 124-го гвардейского) бомбардировочного авиационного полка. Воевал на Ленинградском, Волховском, Сталинградском, Северо-Кавказском, 1-м Прибалтийском, 3-м Белорусском фронтах.
С первого дня войны летал в тыл врага, бомбил коммуникации, аэродромы, часто бомбометание совмещал с разведкой. В начале зимы 1941 года полк был перевооружён на новые бомбардировщики Пе-2. В апреле 1942 года в воздушном бою сбил истребитель противника, был награждён орденом Красной Звезды.
После очередной переподготовки в конце 1942 года полк был направлен на Сталинградский фронт. По инициативе Маликова его Пе-2 был оборудован дополнительной пулемётной точкой в верхней части фюзеляжа. В декабре именно из этого пулемета он сбил гитлеровского аса[уточнить]. Но и его самолет в этом вылете был сбит, а экипаж попал в плен и был освобожден после разгрома Сталинградской группировки врага.
После лечения в госпитале вернулся в свою часть. В боях на Северном Кавказе совершил 19 успешных боевых вылетов. Летом 1943 года участвовал в сражении на Курской дуге, освобождении Смоленщины, был награждён орденом Красного Знамени.
Летом 1944 года на 3-м Белорусском фронте в боях под Витебском и Оршей совершил 14 боевых вылетов. В воздушных боях сбил немецкий истребитель FW-190. Всего к 18 июля 1944 года гвардии старшина Маликов совершил 88 боевых вылетов на бомбардировку укреплённых районов, железнодорожных узлов, живой силы и техники противника. В воздушных боях сбил 2 самолета противника лично и 3 — в составе группы.
Приказом от 23 июля 1944 года гвардии старшина Маликов Николай Иванович награждён орденом Славы 3-й степени (№ 106903).
После этого награждения, как первый кавалер ордена Славы в полку, был назначен знаменосцем гвардейского знамени части.
В сентябре 1944 года 124-й гвардейский бомбардировочный полк воевал на 1-м Прибалтийском фронт. 14 сентября 1944 года в боевом вылете на бомбардировку вражеского аэродрома под Ригой в воздушном бою сбил два самолета противника. Всего за период с 18 июля по 30 сентября 1944 года совершил 12 успешных боевых вылетов.
Приказом от 9 октября 1944 года гвардии старшина Маликов Николай Иванович награждён орденом Славы 2-й степени (№ 5340).
Последние боевые вылеты гвардии старшина Маликов совершил в небе Восточной Пруссии на бомбардировку вражеских объектов в районе Кёнигсберга, кораблей в порту Пиллау. За период с 30 сентября 1944 года по 25 апреля 1945 года совершил 35 успешных боевых вылетов и был представлен к награждению орденом Славы 1-й степени.
Всего за годы войны воздушный стрелок-радист Маликов совершил более 140 боевых вылетов. В воздушных боях сбил, по разным данным, 3-6 самолётов противника лично и 3 в группе. В сентябре 1945 года Н. И. Маликов был уволен в запас.
Указом Президиума Верховного Совета СССР от 23 февраля 1948 года за исключительное мужество, отвагу и бесстрашие, проявленные на заключительном этапе Великой Отечественной войны, в боях с гитлеровскими захватчиками гвардии старшина Маликов Николай Иванович награждён орденом Славы 1-й степени (№ 1437). Стал полным кавалером ордена Славы.
До 1953 года жил и работал в литовском городе Паневежис. Трудился в слесарной мастерской дистанции пути и сооружений железной дороги. Потом вернулся в армию. Стал офицером, младшим лейтенантом, начальником связи авиационной эскадрильи. Последние годы жил и работал в поселке Горелово Ленинградской области. Скончался после тяжёлой болезни 19 июля 1968 года.

## Награды
- Орден Красного Знамени
- Орден Красной Звезды
- Орден Славы 1-й степени (23 февраля 1948)
- Орден Славы 2-й степени (9 октября 1944)
- Орден Славы 3-й степени (23 июля 1944)
- Медали